# Fronteira Noruega–Suécia
A fronteira entre a Noruega e a Suécia é uma linha com cerca de 1619 km de extensão, separando a Noruega e a Suécia.
De sul para norte, inicia-se no norte do estreito denominado Escagerraque, um pouco a leste do arquipélago Hvaler, cruza o Iddefjord e numerosos outros fiordes, até terminar no ponto denominado Treriksröset, onde confluem a fronteira Finlândia-Noruega e a fronteira Finlândia-Suécia.